# Léopard d'Arabie
Panthera pardus nimr
Pour les articles homonymes, voir Léopard et Panthère.
Sous-espèce
Statut de conservation UICN

 CR C2a(i) : 
En danger critique
Statut CITES
Le Léopard d'Arabie (Panthera pardus nimr), également appelé Panthère d'Arabie est une sous-espèce de léopards. Il se caractérise par sa robe pâle constellée de rosettes et son petit gabarit (20 à 30 kg). Le régime alimentaire se compose essentiellement de mammifères de petites et de moyennes taille tels que la Gazelle d'Arabie (Gazella gazella) et le tahr d'Arabie (Arabitragus jayakari). Le Léopard d'Arabie occupe les zones reculées et accidentées des hautes montagnes de la péninsule Arabique.
Jusque dans les années 1960, le Léopard d'Arabie était encore largement présent dans la péninsule, mais la perte de son habitat et la chasse excessive ont fait chuter les effectifs. Trois sous-populations comptabilisant moins de deux cents individus au total sont toujours présentes dans la péninsule arabe. Une seule réserve naturelle existe et moins d'une centaine de Léopards d'Arabie est maintenue en captivité à des fins d'élevage conservatoire. L'Union internationale pour la conservation de la nature classe cette sous-espèce comme « en danger critique d'extinction » (CR).

## Description

### Physique

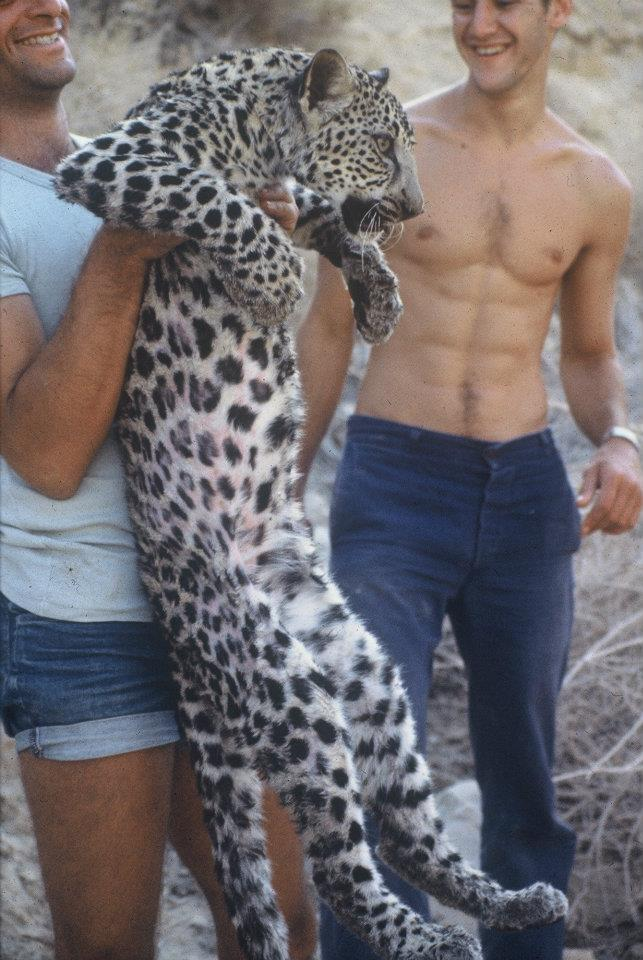
Le Léopard d'Arabie est l'une des plus petites sous-espèces de léopard.

Le Léopard d'Arabie a un pelage jaune pâle à fauve, tacheté de rosettes. Pesant en moyenne 30 kg pour les mâles et 20 kg pour les femelles, le Léopard d'Arabie est l'une des plus petites sous-espèces de léopards.

### Habitat

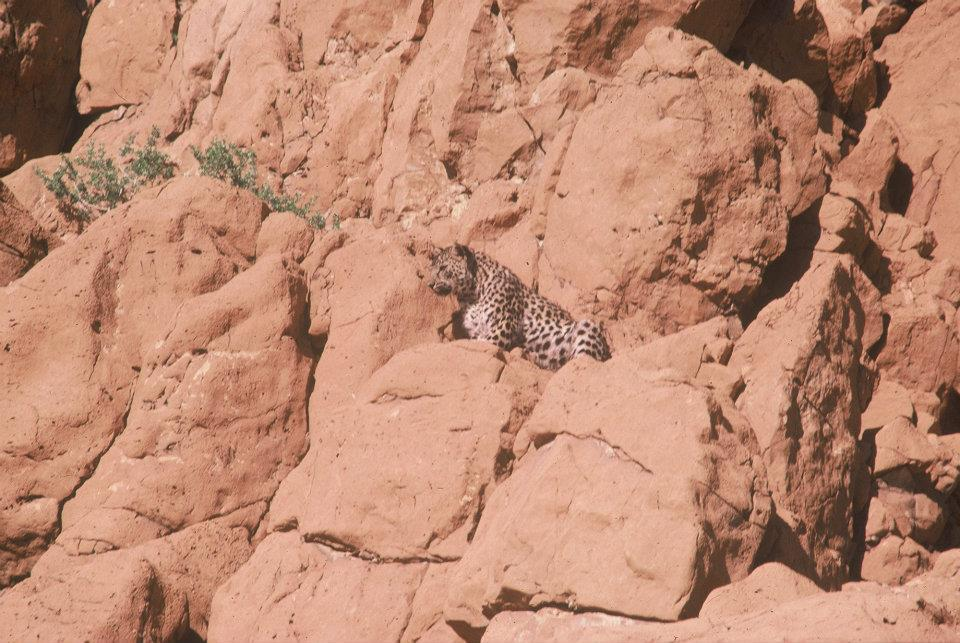
Le Léopard d'Arabie est un félin vivant dans les montagnes arides ou semi-arides. Ici, dans le désert de Judée dans les années 1980.

En Arabie saoudite, l'habitat du Léopard d'Arabie s'étendait le long des côtes de la mer Rouge dans les montagnes escarpées arides ou semi-arides situées entre 600 et 2 400 m d'altitude. Les Léopards d'Arabie occupent les zones reculées et accidentées de haute montagne. Leurs habitats arides nécessitent de vastes territoires afin de trouver suffisamment de nourriture et d'eau pour survivre. Le territoire du mâle recouvre généralement ceux d'une ou de plusieurs femelles. Le chevauchement entre les territoires des mâles est commun.

### Alimentation
Le Léopard d'Arabie chasse des proies de petite et moyenne taille, tels que la Gazelle d'Arabie (Gazella gazella), le tahr d'Arabie (Arabitragus jayakari), des damans, des lièvres, des oiseaux et probablement les lézards et les insectes. Les carcasses des proies les plus grandes sont en général cachées dans une grotte ou une tanière, mais jamais dans un arbre. Des observations de prédation sur de jeunes Dromadaires (Camelus dromedarius) ont été rapportées.

### Cycle de vie
Bien que les mâles et les femelles partagent leur territoire, les Léopards d'Arabie sont, comme tous les léopards, des animaux solitaires et territoriaux, qui ne se rencontrent que durant cinq jours environ pour l'accouplement. Après une gestation d'environ cent jours, la femelle donne naissance à une portée de un à quatre petits dans une zone protégée comme une petite grotte ou une crevasse rocheuse,. Durant les premières semaines, la femelle déplace fréquemment ses petits afin qu'ils ne puissent pas être découverts. Bien que les jeunes ouvrent les yeux neuf à dix jours après la naissance, ils ne quittent la tanière que vers quatre semaines,. La mère allaite les jeunes jusqu'à l'âge de trois mois ; ceux-ci quittent leur mère à l'âge de deux ans.

## Évolution de l'espèce et sous-espèces
La lignée des panthères, les Pantherinae, a divergé il y a 10,8 millions d'années de l'ancêtre commun des Felidae, puis il y a 6,4 millions d'années, la lignée des panthères nébuleuses Neofelis et celle des Panthera. L’extrême variabilité du pelage du Léopard a historiquement conduit à la création d'un nombre important de sous-espèces basé sur la forme ou la couleur des taches. Vingt-sept sous-espèces de léopards (Panthera pardus) étaient communément reconnues avant que la biologiste sri lankaise Sriyanie Miththapala et ses collaborateurs ne révisent la classification des léopards par l'étude directe de l'ADN en 1995.
Le Léopard d'Arabie fait partie des neuf sous-espèces de léopards selon l'Union internationale pour la conservation de la nature.

## Chorologie

### Aire de répartition
L'aire de répartition historique du Léopard d'Arabie est mal connue, mais elle comprenait la péninsule arabe, y compris la péninsule du Sinaï.
Jusque dans les années 1960, le Léopard d'Arabie était encore largement présent dans la péninsule. Il était présent dans Hijaz dans les monts Sarawat, au nord des plateaux du Yémen, dans les montagnes de Ras el Khaïmah, dans la région est des Émirats arabes unis et dans les montagnes du Jabal Samhan et de Dhofar dans l'Oman. Il y avait encore une vingtaine de léopards dans les années 1970 dans le désert du Néguev en Israël.
Depuis le début du XIXe siècle, les populations du Léopard d'Arabie ont décliné de 90 %. Des 19 observations rapportées entre 1998 et 2003, seules quatre ont été confirmées : une fois dans les monts Hijaz et trois fois dans les monts Asir. Aucun léopard n'est passé devant les pièges photographiques lors d'une étude menée entre 2002 et 2003. Bien que le Léopard d'Arabie soit protégé par la loi, aucun parc national ne protège son habitat.
Quelques individus vivent dans le désert de Judée et dans le Néguev, dans une seule aire du Yémen et une à Oman. La plus grande population confirmée vit dans les montagnes du Dhofar au sud d'Oman. Les pièges photographiques ont permis d'identifier 17 adultes depuis 1997 dans la réserve naturelle de Jabal Samhan et de 9 à 11 léopards à la frontière entre la réserve et la frontière du Yémen.
Trois sous-populations comptabilisant moins de 200 individus au total sont toujours présentes dans la péninsule arabe. Cette sous-espèce est classée en danger critique d'extinction (CR) par l'UICN et sa population est en déclin.

### Menaces
Le Léopard d'Arabie est menacé par la perte et la fragmentation de son habitat, la disparition de ses proies à cause d'une chasse non-régulée des ongulés, le piégeage pour le trafic d'animaux ou pour la défense du bétail,,. Le 21 décembre 2014, des bergers ont abattu l'ultime représentant recensé de cette sous-espèce en Égypte.
Quelques Léopards d'Arabie sont morts par accident en ingérant des carcasses empoisonnées destinées aux loups et aux hyènes. Des peaux de Léopard d'Arabie, braconnées au Yémen ont été observées parmi les produits vendus ouvertement dans la cité de Mina après le hajj de 2010.

### Efforts de conservation
Le Léopard d'Arabie est listé en Annexe I de la CITES. La réserve naturelle de Jabal Samhan, dont la superficie atteint 4 500 km2, a été fondée en 1997 lorsque la présence de 17 Léopards d'Arabie et d'un petit a été confirmée par des pièges photographiques. La chaîne Al Jazeera a montré les efforts fructueux pour suivre les Léopards d'Arabie dans cette réserve en 2012 dans le cadre d'un épisode du programme Witness.
Depuis le début des années 1990, au moins dix Léopards d'Arabie ont été capturés vivants au Yémen et vendus à des zoos. Quelques-uns ont été placés dans des centres d'élevage conservatoire en Arabie saoudite et dans les Émirats arabes unis
Une étude scientifique poussée sur l'écologie et la répartition du Léopard d'Arabie est absolument nécessaire afin de déterminer la meilleure politique de conservation in situ. Les informations nécessaires incluent le régime alimentaire, l'utilisation du territoire, le type d'habitat et les données reproductives. De nombreux sites ont déjà été étudiés et peuvent être convertis en aire protégée : Jebel Fayfa, Jebel Al-Qahar, Jebel Shada, Jebel Nees, Jebel Wergan, Jebel Radwa et Harrat Uwayrid. La création de nouvelles réserves est urgente pour préserver les derniers spécimens sauvages.

### En captivité

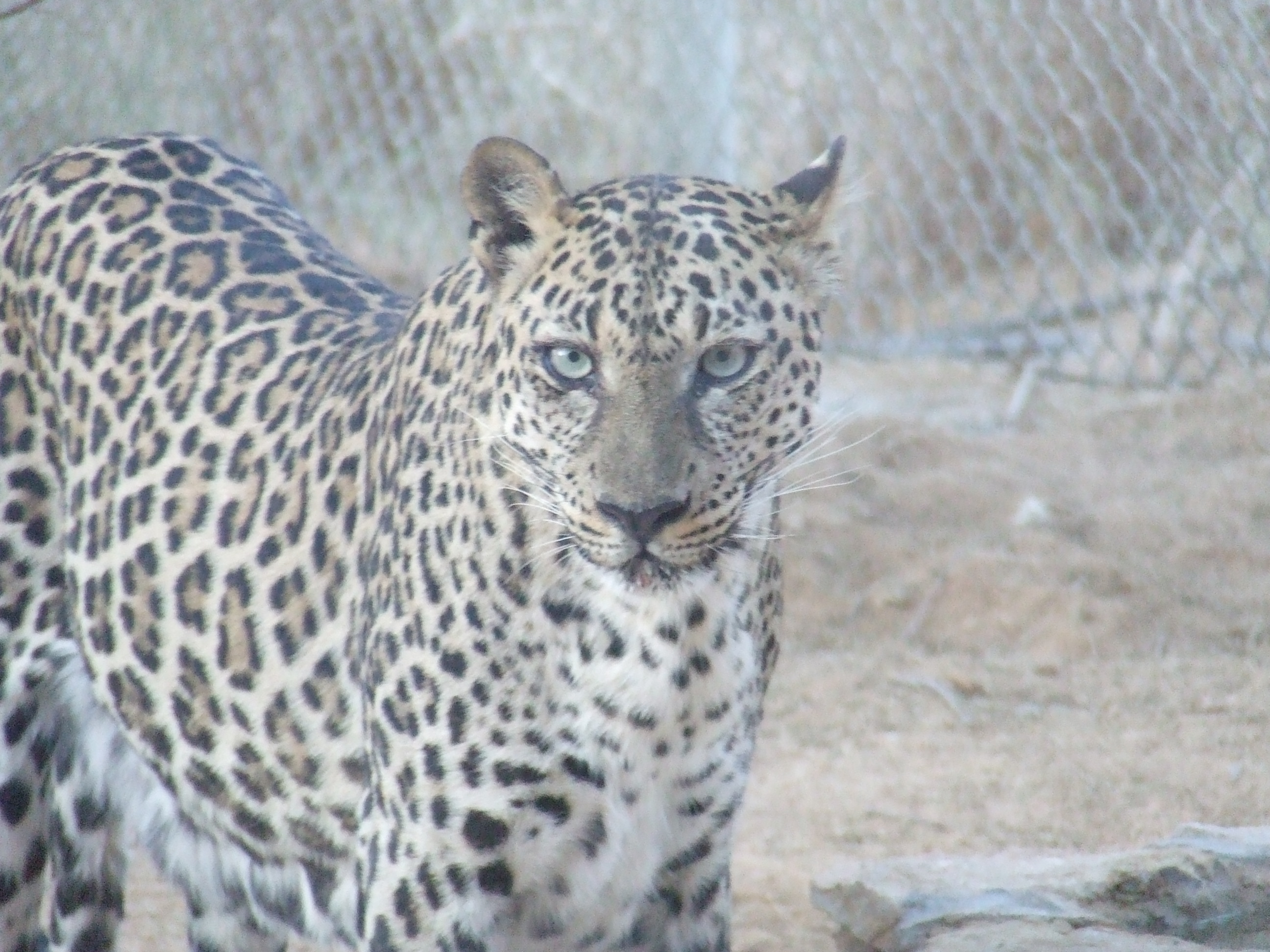
Léopard d'Arabie au Breeding Centre for Endangered Arabian Wildlife.

Le premier Léopard d'Arabie a été capturé au sud d'Oman et enregistré dans un studbook en 1985. L'élevage conservatoire a été initié pour l'Oman Mammal Breeding Centre en 1995 à un niveau régional. Depuis 1999, le studbook est dirigé et coordonné par le Breeding Centre for Endangered Arabian Wildlife à Sharjah. En 2010, neuf établissements possèdent 42 mâles, 32 femelles et 3 léopards de sexe indéterminé, dont 19 individus capturés dans la nature. Cette population captive est issue de 14 fondateurs.